# Ejin Horo Qi
Ejin Horo Qi (chorągiew Ejin Horo; chiń. 伊金霍洛旗; pinyin: Yījīn Huòluò Qí) – chorągiew w północnych Chinach, w regionie autonomicznym Mongolia Wewnętrzna, w prefekturze miejskiej Ordos. W 1999 roku liczyła 144 093 mieszkańców.